# Chira Chiralina
Chira Chiralina este o nuvelă scrisă de Panait Istrati în limba franceză și tradusă în limba română în 1972 de Eugen Barbu și apoi și în alte limbi. Povestirea a fost publicată în 1923 cu prefața intitulată „Un Gorki balcanic” semnată de Romain Rolland în Le Livre Moderne Illustré, nr. 148. Prima variantă în limba română a apărut în 1924, la Editura Adevărul, într-o traducere anonimă, republicată în 1934.

## Structură

### Origine populară
Chira Chiralina este una dintre cele mai cunoscute, dar și mai atipice balade din folclorul dunărean. Chira este un personaj din legendele spuse de lăutarii din Brăila, care au creat o baladă cu fond istoric local. Prin îmbinarea motivelor erotice cu viața din portul Brăilei, cu realitatea socială, a redat în formă poetică lupta antiotomană a poporului român până la expresia ei aproape mitică.
Victor Kernbach o prezintă pe Chira drept o zână cu statut indefinit și împărăteasă peste o împărăție misterioasă, totuși tangibilă fizic sau prin magie. Aceeași reprezentare apare și în basmul „Omul de piatră” de Nicolae Filimon (publicat pe 11 noiembrie 1862, în „Țăranul român”). Kernbach este de părere că un nume arhaic al personajului feminin din folclorul brăilean ar fi putut fi înlocuit cu numele eroinei de origine neogreacă („Kyra” înseamnă doamnă, cucoană). Așa cum afirmă Vasile Bogrea, balada brăileană nu are un conținut mitologic, fiind doar o simplă identitate de nume. Potrivit lui, Chira sau Chera poate fi echivalentul unor apelative sau titluri feminine comune, precum Domnica, Nedelja, Doamna, Despina (sârbă), Gospodina (bulgară), Bogliaressa (dalmată), Konka (bulgară), Cneaghina sau Chiajna, Kyraline (maghiară).
George Călinescu observă că tema centrală din baladă nu este structurată în jurul personajului feminin Chira, ci se referă la Brăila și Dunăre, la portul înțesat de oameni din toate colțurile lumii: cazaci, ruși, turci, români, bulgari, arapi, anatolieni. Prin acest amalgam de nații și povești, balada redă o imagine mai elocventă decât documentele istorice.
Vasile Alecsandri a preluat textul baladei în 1853, cu noi informații, întâlnite și în varianta lui din 1866, care cuprinde și o explicație terminologică.

### Teme
Motivul drumului și al călătorului este foarte des întâlnit în opera lui Panait Istrati, așa cum remarcă Lucian Pricop, personajele lui dezvoltă obsesia pentru libertate, care îndeplinește condiția romantică a căutării de sine. Pe parcursul acestei căutări, singurătatea apare ca o pedeapsă, nencesitatea personajelor de socializare este permanent blocată de imoralitatea lor și atitudinea antisocială, de unde și tragismul lor existențial. Pentru a compensa această decădere, autorul a construit o lume în care personajele sale să poată evada, și anume spațiul exotic, o altă temă pregnantă în scrierile lui Istrati, în strânsă corelație cu pasiunea pentru călătorie și nevoia de frumos, libertate, concretizată în sentimentul de siguranță.
Revolta împotriva nedreptății, concretizată în căsătoria cu forța a protagonistei nuvelei, este o temă des întâlnită în scrierile lui Istrati. De această dată, Chira nu contestă în mod deschis autoritatea paternă în ceea ce privește căsătoria, din rațiuni pecuniare. Ea se preface supusă până la moartea tatălui ei, apoi se revoltă împotriva soțului pe care îl urăște. Este o revoltă împotriva inegalității între bărbat și femeie, atât în societate, cât și în familie.